# Decyzja optymalna
Decyzja optymalna – pojęcie z zakresu teorii decyzji, oznaczające taką decyzję, która jest decyzją dopuszczalną i jednocześnie jest najlepsza z punktu widzenia kryteriów oceny decyzji. Zbiór wszystkich takich decyzji nazywamy zbiorem decyzji optymalnych.
Przykład: Decydujemy jaki model aparatu fotograficznego wybrać. Ograniczamy zbiór wszystkich aparatów do tych z przedziału cenowego 500 zł - 5000 zł. Jedynym kryterium wyboru jest ocena uzyskana w teście aparatów fotograficznych, zamieszczonym w jednym z wydań branżowego magazynu. Dwa aparaty (modele A i B) z podanego przedziału cenowego uzyskały w nim identyczną, maksymalną ocenę. Zbiór decyzji optymalnych tworzą dwie decyzje, polegające na zakupie odpowiednio aparatu A i B.
Zbiór decyzji optymalnych może zawierać jeden element, kilka elementów, nieskończenie wiele elementów lub być zbiorem pustym. W przypadku zbioru pustego, problem decyzyjny nie posiada rozwiązania.